# Акалла (станция метро)

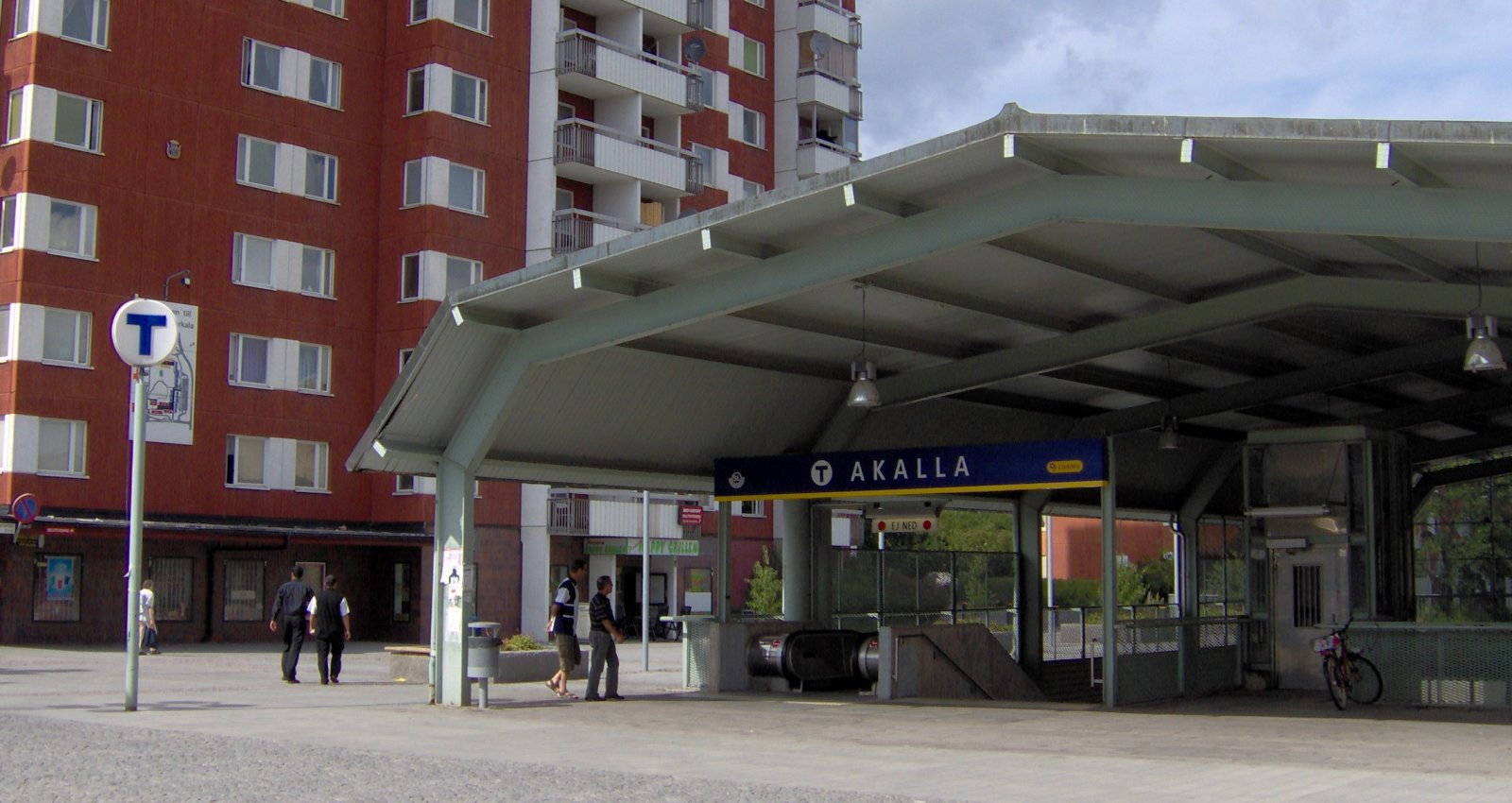
Вход на станцию метро и автобусную остановку с площади Акалла

«Акалла» (швед. Akalla) — станция Стокгольмского метрополитена. Расположена на Синей линии и является конечной станцией маршрута Т11, и следующая станция Хусбю
Расположена на синей линии и является конечной станцией маршрута Т11. Находится в западном округе Стокгольма в районе Акалла. Введена в эксплуатацию 5 июня 1977 года. Построена на глубине 20 метров, имеет одну прямую платформу островного типа.
Художественное оформление станции выполнила шведская художница Биргит Столь-Нюберг. Основные элементы художественного оформления — керамические картины, иллюстрирующие идеалы, повседневную жизнь, досуг и работу людей. Расстояние от станции Kungsträdgården — 17.9 км.